# Guerra comercial
Uma guerra comercial é um conflito econômico resultante de um protecionismo extremo no qual os estados elevam ou criam tarifas ou outras barreiras comerciais entre si em resposta às barreiras comerciais criadas pela outra parte. O aumento da proteção faz com que as composições de saída de ambas as nações se movam em direção à sua posição de autarquia.
As guerras comerciais poderiam ser escaladas para o conflito total entre os estados, como evidenciado no Massacre dos Bandanese após alegadas violações de um novo tratado. A Primeira Guerra Anglo-Holandesa, causada por disputas sobre o comércio, começou com ataques ingleses ao transporte mercantil holandês, mas expandiu-se para vastas ações de frota. A Segunda Guerra Anglo-Holandesa pelo controle dos mares e rotas comerciais, onde a Inglaterra tentou acabar com o domínio holandês do comércio mundial durante um período de intensa rivalidade comercial europeia. A Quarta Guerra Anglo-Holandesa ocorreu a partir de divergências britânicas e holandesas sobre a legalidade e a conduta do comércio holandês com os inimigos da Grã-Bretanha naquela guerra. A campanha de Shimonoseki após a agitação sobre a política de portas abertas do xogunato para o comércio exterior. A Primeira Guerra do Ópio, iniciada depois que o governo Qing bloqueou seus portos e confinou comerciantes britânicos, resultou no envio da Marinha Britânica à China e combateu a Marinha Chinesa na Batalha de Kowloon. A Primeira Guerra do Ópio acabou levando à colônia britânica de Hong Kong, e a Segunda Guerra do Ópio, que surgiu de outra guerra comercial com as mesmas causas subjacentes, expandiu as possessões britânicas na ilha.

## Cronologia
- Guerras Anglo-Holandesas (1652-1784)
- Guerras do Ópio (1839-1860)
- Guerras da banana (1898-1934)
- Smoot-Hawley Tariff Act (1930), um ato dos Estados Unidos que implementa políticas comerciais protecionistas
- Guerra Comercial Anglo-Irlandesa (1932-1938)
- Guerra comercial sobre alimentos geneticamente modificados (2010-2011)
- Guerra comercial China–Estados Unidos (2018 – presente)
- Guerra comercial na América do Norte (2025-presente)